# المعتقلون الجزائريون في غوانتانامو
اعتقلت الولايات المتحدة ما يقرب من ثمانية عشر جزائري في معتقل غوانتانامو بنسبة 3% من المعتقلين. عدد المعتقلين الكلي هو 779 معتقل إداريًا خارج نطاق القضاء في معتقل غوانتانامو الأمريكي في كوبا منذ فتح معسكرات الاعتقال في 11 يناير 2002، وانخفص العدد إلى 160 تقريبًا في ديسمبر 2013، واعتبارًا من يناير 2017، لا زال يوجد 45 معتقل في غوانتانامو.

## القائمة
| رقم الاعتقال | الاسم                   | الصورة | تاريخ الاعتقال | تاريخ إطلاق السراح | ملاحظات |
| ------------ | ----------------------- | ------ | -------------- | ------------------ | --- |
| 70           | هواري مصطفى عبد الرحمن  |        | 2004-04-27     | غير معروف          | |
| 175          | غالب بشير               |        | 2002-05-01     | غير معروف          | |
| 238          | نبيل سعد                |        | 2002-02-15     | غير معروف          | |
| 290          | أحمد بن صالح            |        | 2002-02-09     | غير معروف          | |
| 310          | إسماعيل سعيد علي بن نصر |        | 2002-02-11     | غير معروف          | |
| 533          | حسن زميري               |        | 2002-05-01     | غير معروف          | |
| 694          | سفيان برهومي            |        | 18 يونيو 2002  | ما زال معتقلًا      | قدم عبد اللطيف ناصر وسفيان برهومي طلب طارئ للانتقال من معتقل غوانتانامو في الأيام الأخيرة من رئاسة باراك أوباما. |
| 703          | عبد الله حسيني          |        | 2002-08-05     | غير معروف          | |
| 718          | فاتي بوسيتا             |        | 2002-08-05     | غير معروف          | |
| 744          | عبد العزيز ناجي         |        | 2002-08-05     | غير معروف          | |
| 939          | معمار عمور              |        | 2003-01-23     | غير معروف          | |
| 1452         | عبد الهادي الجزائري     |        | 2004-09-19     | غير معروف          | |
| 10001        | بن سياح بلقاسم          |        | 8-10-2001      | 5-10-2013          | هو جزائري بوسني، اعتقل للاشتباه في التخطيط لتفجير السفارة الأمريكية في البوسنة. وهي القضية المعروفة بالجزائرين الستة. وفي 5 ديسمبر 2013، قالت وزارة الدفاع الأمريكية في بيان لها أن بلقاسم قد عاد إلى الجزائر.                                                                             |
| 10002        | صابر محفوظ لحمر         |        | 21-1-2002      | 30-11-2009         | اعتقل للاشتباه في التخطيط لتفجير السفارة الأمريكية في البوسنة. وهي القضية المعروفة بالجزائرين الستة. |
| 10003        | محمد نيشل               |        | 2001           | 16-12-2008         | كان على علاقة بالجماعة الإسلامية في الجزائر. وتم اتهامه في تفجير السفارة الأمريكية في سراييفو، وتم تبرئته فيما بعد. |
| 10004        | مصطفى خضر               |        | 18-10-2001     | 16-12-2008         | ولد في الجزائر، وسافر إلى البوسنة، وتزوج من امرأة بوسنية، وأصبح مواطن بوسني. اعتقل بتهمة المشاركة في مؤامرة لتفجير سفارة الولايات المتحدة، يقول خضر أنه كان يُعامل ملة وحشية هناك، فيقول أن الحراس كانوا يضربونه مكبلًا، ويعذبونه مما أصابه بالشلل في الجزء الأيسر من وجهه.                  |
| 10005        | لخضر بومدين             |        | يناير 2002     | 19-5-2009          | اعتقل للاشتباه في التخطيط لتفجير السفارة الأمريكية في البوسنة، وهي القضية المعروفة بالجزائرين الستة، تم إطلاق سراحه مع أربعة آخرين في 15 مايو 2009 بعد أن قال القاضي أن "إدارة بوش اعتمدت على أدلة غير كافية لسجنهم إلى أجل غير مسمى." وهو يعيش الآن في بروفانس في فرنسا مع زوجته وأولاده. |
| 10006        | حاج بوديله              |        | 2001           | 16-12-2008         | جزائري بوسني، اعتقل بتهمة المشاركة في مؤامرة لتفجير سفارة الولايات المتحدة في البوسنة. |